# 鈴屋学会
鈴屋学会（すずのやがっかい）は、日本の学術研究団体の一つ。

## 概要

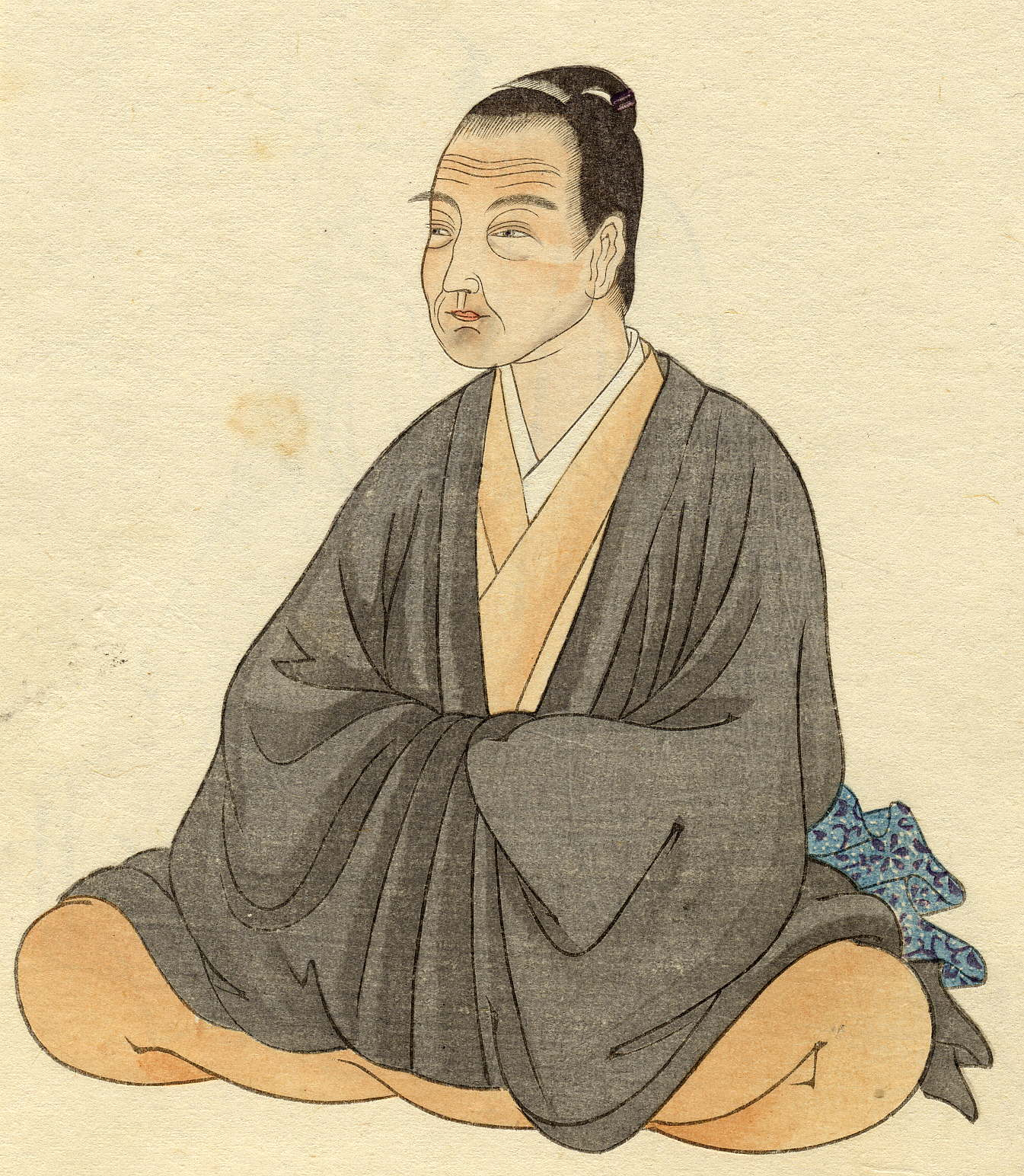
学会の名称は宣長の号「鈴屋」に由来する。元々「鈴屋」は宣長の書斎の名前であったが、後に宣長自身が屋号として使用するようになった。門人たちも宣長のことを「鈴屋の大人」と呼んでいたという。

本居宣長とその周辺および国学の研究の進展と相互の連絡を図ることを目的として、昭和59年（1984年）に発足した。事務局は本居宣長記念館に置かれている。
学術研究団体としての種別は単独学会。平成19年（2007年）4月9日付で日本学術会議協力学術研究団体の指定を受けた。

## 沿革
宣長の地元である三重県松阪市において、宣長に対する景仰の念は厚く、その顕彰活動には並々ならぬものがあった。例えば没後100年を迎えた明治34年（1901年）には、11月4日から11月6日にかけて「本居宣長翁百年祭」が町を挙げて開催された。また、明治42年（1909年）には、保存と公開を目的に宣長の旧宅が松坂城二の丸跡地に移築され、宣長在世当時の姿形に復元された。さらに、大正4年（1915年）に四五百森へと遷座した山室山神社が、昭和6年（1931年）に「本居神社」と改称した。また、昭和45年（1970年）には、永年にわたって本居家に収蔵されてきた宣長関係資料が松阪市に寄贈されたことを契機に、旧宅に隣接して本居宣長記念館が開館した。
こうした状況下において、次第に研究の場としての「学会」設立の機運が高まり、岡本勝らによる「国学懇話会」と、鈴木淳らによる「鈴門研究会」が、昭和57年（1982年）の合同研究において具体化し、昭和58年（1983年）に「鈴屋学会準備委員会」を結成して関係方面に呼びかけた。その反響は大きく、入会者はわずか1、2ヶ月の間に優に100人を超過し、専攻も国語学、国文学、歴史学、民俗学、宗教学、神話学、倫理学、思想史など、諸分野にわたっていたという。これは宣長の学問の広さを考えれば当然のことであろうが、翻ってみれば、学会に寄せられる期待が多様かつ多大ということでもある。
発会式を兼ねた第1回大会は、昭和59年（1984年）12月の15日と16日に、本居宣長記念館で開催された。

## 活動・事業
学術大会の開催
昭和59年（1984年）12月の発会式を兼ねた開催以後、「鈴屋学会大会」として年1回の頻度での開催を重ねている。後援は松阪市教育委員会。内容としては公開講演と研究発表が執り行われている。なお、第2回から第6回までは11月に開催されていたが、第7回以降は4月開催である。
学会誌の発行
昭和60年（1985年）から、上記の大会と同じく年1回の頻度で、査読付き論文を含む学術雑誌『鈴屋学会報』を発行している。国学に関するほぼ唯一の専門学会誌であるが、それ故に本文の表記が歴史的仮名遣でなく現代仮名遣いであることには、少なからず批判の声もある。なお、購読は無料で、クリエイティブ・コモンズは定めていない。
公開講座の開講
平成2年（1990年）から、宣長の全貌を市民にも広く知ってもらうことを目的とした講座「宣長十講」を開講している。後援は同じく松阪市教育委員会。年度ごとに月1回の進度で計10回も行われており、学会員を中心に講師を招いて、最新の宣長研究に関する話のみならず、宣長の生涯や業績のほか、宣長を育んだ松阪文化について講義している。